# Triana, Zacatecas
Triana är en ort i Mexiko.   Den ligger i kommunen Ojocaliente och delstaten Zacatecas, i den centrala delen av landet, 500 km nordväst om huvudstaden Mexico City. Triana ligger 2 041 meter över havet och antalet invånare är 103.
Terrängen runt Triana är platt åt sydväst, men åt nordost är den kuperad. Runt Triana är det ganska tätbefolkat, med 56 invånare per kvadratkilometer. Närmaste större samhälle är Luis Moya, 5,6 km väster om Triana. Omgivningarna runt Triana är i huvudsak ett öppet busklandskap.